# Idrissa Sanou
Idrissa Sanou, född 12 juni 1977, är en friidrottare från Burkina Faso. Han deltog vid olympiska sommarspelen 2000, olympiska sommarspelen 2004 och olympiska sommarspelen 2008.